# Реслинг в России
Реслинг в России — история развития реслинга на территории России.

## Российская империя
1892 год принято считать годом появления «профессиональной борьбы» (современное название — «рестлинг») в России, когда польский борец Владислав Пытлясинский приехал в Санкт-Петербург. В 1894 году состоялась первая публичная схватка в французской борьбе, в этом же году впервые была разрешена борьба в цирке Чинизелли. Администрация цирка считает борьбу «опасной для разжигания страстей зрителей» и разрешает только «демонстрацию приёмов борьбы» с ограничением по времени в 10 и 20 минут. Среди любителей, которые боролись с Пытлясинским в цирке, был А. Ф. Мео — местный мелкий чиновник, для которого выступление в цирке могло обернуться проблемами в карьере, поэтому он выступил в маске. Для выступлений в России приглашаются европейские и турецкие борцы. «Профессионалами» считают тех борцов, которые не имеют другой работы и зарабатывают исключительно выступлениями.
В 1897 году Владислав Краевский создал «Санкт-Петербургский атлетический и велосипедный клуб», который готовил профессиональных борцов. Его учеником был величайший рестлер первой волны Георг Гаккеншмидт. В июле 1900 года Гаккеншмидт принял участие в сорокадневном турнире по борьбе в Москве, впервые выступив в качестве профессионала в России. Борьба идёт за два приза, он выигрывает оба, и становится чемпионом Москвы и Санкт-Петербурга. Параллельно развивается цирковая борьба. Борьба была гвоздём цирковой программы, чемпионаты могли длиться недели и месяцы. К 1905 году она чрезвычайно напоминала современный рестлинг своим правилами, обычаями, нравами. Одним из самых ярких организаторов таких выступлений был соратник Кравеского «Дядя Ваня» Иван Лебедев, который развлекал публику, объявлял выходы борцов и разработал ряд персонажей — Святогора, Дядю Пуда, Саракики, Казбек-гору, Ивана Каина, Авеля. Считалось обязательным выступление чернокожих борцов. Георг Лурих однажды уговорил борца Осипова выкраситься в коричневый цвет и выдавал его за вождя вымирающего индейского племени. Дядя Ваня изобрёл Саракики — китайца, выдаваемого за японца, он был в моде после поражения России в войне с Японией. Были «звери» — борцы, нарушавшие правила и возбуждавшие публику дикими выходками. Были «благородные красавцы», снискавшие симпатии публики джентльменскими манерами и справедливостью, в конце чемпионата они непременно побеждали «зверей». Борцы-комики устраивали пародийные схватки, были борцы в разноцветных масках. В соревнованиях ставились спектакли, в которых обыгрывались человеческие чувства, способные тронуть за живое тогдашнего зрителя. Для возбуждения интереса прибегали к различным уловкам: затевали при публике ссоры, грозили друг другу жестокой расправой, прятали за щёку рыбий пузырь с красной краской, которая потом заливала лица.
Борьба делилась на два типа:
- «Шике» — борьба на публику, схватка живая, интересная. В ней приёмы и контрприёмы следуют чередой. Применяются рискованные и эффектные трюки, которым нет места в серьёзной борьбе.
- «Бур» — зрелище жестокое и «порой отвратительное». В «буровых» схватках чемпионы выясняли, кто же из них сильнее. Шла борьба за престиж, за право получать большие деньги.

По одной из версий, фигура речи «гамбургский счёт» — означает процесс определения цирковыми борцами победителей и проигравших. Иван Заикин говорил, что «нельзя заставить борца каждый день выдерживать серьёзные „буровые“ схватки. Он просто не выдержит чрезмерного напряжения, да и публике это не доставит удовольствия». Лучшие борцы редко сходились друг с другом, так как каждое поражение отодвигало их на второй план.
По воспоминаниям Ивана Поддубного существовала следующая иерархия:
На самой высокой ступени борцовской иерархии стояли «техники», или, как их еще называли, «пируэтники» — борцы, в совершенстве владевшие техникой борьбы. Ниже их стояли «брусовозы», или «яшки». И на самой низкой ступени находились борцы, которых презрительно именовали «подкладкой», т. е, те, которые по приказу директора чемпионата проигрывали на туше.
Историк цирка Евгений Кузнецов пишет, что «…цирк без чемпионата стал одинаково немыслим и в столице и провинции, где окончательно утратившая спортивный харктер борьба принимала грубые, шантажные формы». Граф Георгий Рибопьер добивается того, что борьба была разрешена на четвёртой неделе поста, когда все другие развлечения были закрыты: он доказал, что борьба не зрелище, а спорт. Фотографии Поддубного, Гаккеншмидта, Збышко продавались тысячами.
4 мая 1905 года Гаккеншмидт в Нью-Йорке побеждает американца Тома Дженкинса и становится первым в истории признанным чемпионом мира про рестлингу в тяжёлом весе. Он потеряет титул, проиграв 3 апреля 1908 года Фрэнку Готчу в Чикаго. 4 сентября 1911 года Гаккеншмидт не смог взять реванш у Готча и завершил карьеру. Их противостояние считается классикой рестлинга. В 1920-е годы в США, подобно цирковой борьбе, рестлинг превращаться из соревновательного спорта в шоу, результаты матчей которого определяются заранее.
В 1912—1917 годах Иван Лебедев издавал журнал «Геркулес», посвященный профессиональной борьбе.

## СССР
Цирковая борьба после Революции в России вызывала скепсис прессы, газеты писали: «...дикая, перенесённая в наше время из средневековья борьба, бой гладиаторов и бокс — кому это нужно?». Борьба сохраняется в программах цирков примерно до начала Великой Отечественной войны. К 1980-м годам реслинг процветал в США, Мексике и Японии, но фактически не существовал в СССР.
В 1989 году японский реслинг-промоутер Антонио Иноки и New Japan Pro-Wrestling подготовили соглашение с Госкомспортом СССР, по которому несколько борцов отправились в школу реслинга New Japan Dojo для тренировок, которые продолжались месяц. Двое из них, Салман Хасимиков и Виктор Зангиев затем выступали в NJPW, а позже, с 1989 по 1994 год, в UWF-I. Они представляли Советский Союз на WCW Starrcade 1990 в турнире сборных команд под названием Pat O’Connor Memorial Cup. 25 мая 1989 года в Осаке, Хасимиков победил Биг Ван Вейдера и выиграл престижный титул чемпиона IWGP в тяжёлом весе.

### Шоу в Лужниках
Благодаря хорошим отношениям между Иноки и СССР 31 декабря 1989 года в Москве во дворце спорта «Лужники» при участии NJPW прошло первое в СССР профессиональное реслинг-шоу. Шоу проходило под названием «Специальный фестиваль боевых искусств в Москве» (англ. NJPW Martial Arts Festival) и собрало около 15 тысяч зрителей. В шоу приняли участие спортсмены из СССР: Виктор Зангиев и Салман Хасимиков, Шота Чочишвили и другие. Со стороны NJPW приняли популярные рестлеры: Антонио Иноки, Дзюсин Лайгер, Масахиро Тёно, Бам Бам Бигелоу. Всего на шоу было 9 матчей с 20-ю рестлерами из 4 разных стран: девять рестлеров из Японии, семь из СССР, три из США и один британец. Существует видеозапись части матчей из данного шоу.
| № | Матч                                                                 | Продолжительность |
| - | -------------------------------------------------------------------- | ----------------- |
| 1 | Куниаки Кобаяси победил Такаюки Иидзуки                              | 12:07             |
| 2 | Дзюсин Лайгер победил Чёрного Тигра                                  | 9:32              |
| 3 | Масахиро Тёно победил Тимура Заласова                                | 10:46             |
| 4 | Синъя Хасимото против Вахи Евлоева, ничья по истечении времени       | 15:00             |
| 5 | Рики Тёсю победил Виктора Зангиева                                   | 6:04              |
| 6 | Бам Бам Бигелоу победил Владимира Берковича                          | 9:30              |
| 7 | Хабиль Бикташев победил Хироси Хасэ                                  | Раунд 3, 1:11     |
| 8 | Салман Хасимиков победил Мэнии Фернандеса                            | 8:20              |
| 9 | Антонио Иноки и Шота Чочишвили победили Бреда Рейнганса и Масу Сайто | 11:35             |

## Россия

### Frontier Martial-Arts Wrestling в Хабаровске
9—11 августа 1994 года на стадионе им. Ленина в Хабаровске прошло три шоу японского рестлинг-промоушна Frontier Martial-Arts Wrestling (FMW), которые собрали по 600—1100 зрителей. Ранее опыт выступления в FMW имели российские спортсмены Светлана Гундаренко и Григорий Веричев.

### Реслинг на ТВ
С 1996 в России впервые стала выходить передача WCW Monday Nitro, на телеканале М-49. С 1 января 1999, с задержкой от 2 до 4 месяцев, на канале ТНТ началась трансляция передачи под названием «Титаны реслинга», комментатором которой являлся Николай Фоменко. По 2001 год на нём транслировалось шоу WCW Monday Nitro. Затем трансляции WCW на непродолжительное время были заменены на записи промоушена женского рестлинга Women of Wrestling (WOW!).
С 9 сентября 2000 по 24 августа 2002 (эфиры в США с 3 августа 2000 до 11 июля 2002 года) на канале СТС выходила программа «Мировой реслинг», которая является сокращённой 45-минутой международной версией шоу WWF/WWE SmackDown!, комментаторами являлись актёры озвучивания Всеволод Кузнецов и Александр Новиков.
8 сентября 2002 года реслинг вернулся на ТНТ, в новых «Титанах реслинга» транслировалась 45-минутная версия WWE Raw. Николай Фоменко вернулся к комментариям. Трансляции длились ровно год, до 31 августа 2003 года. После чего истёк контракт с WWE, который так и не был продлён. C 2012 года телеканал Eurosport показывает только две международные программы от WWE — «Обзор недели» и «Классика рестлинга». Были показаны выпуски шоу с 22 июля 2002 до 16 июня 2003 года.
30 ноября 2010 года было объявлено, что с февраля 2011 года телеканал 2x2 начнёт демонстрацию программы WWE Raw и WWE SmackDown. Начиная с апреля 2016 года часть новых PPV-шоу WWE доступно в сервисе WWE Network с русскоязычной озвучкой, комментаторами являются Моти Марголин и Жан Померанцев. По окончании контракта 2x2 не стали продлевать его c WWE, а переключились на трансляции Lucha Underground. С 6 апреля 2019 года Lucha Underground транслируется на канале 2x2 с комментариями Романа Александровича и Александра Барыбина.
Начиная с 7 января 2020 года телеканал «Матч! Боец» транслирует шоу WWE Raw и WWE SmackDown на русском языке. Комментаторы — Артем Давыдов и представитель Независимой федерации реслинга (НФР) Михаил Вахнеев. Телепрограмма канала сообщает, что прямой эфир Raw и SmackDown из США начинается в 03:55 мск (02:55 мск в случае перевода времени в США) на канале «Матч! Боец». В течение недели показываются повторы шоу.
3 марта 2022 года в связи с санкциями против России WWE разорвали контракт с «Матч ТВ», заблокировали в России сайт, YouTube-канал и доступ к сервису WWE Network.

### Независимая федерация реслинга
Первой попыткой организации рестлинга в России был проект rWo (Russian World Order). В 2001 группа энтузиастов из разных городов России и стран СНГ запустила сайт и рассылку, целью которых был поиск и объединение любителей рестлинга, изучение приёмов и дальнейшее проведение рестлинг-шоу. Инициатива завершилась лишь проведением бэкъярда (дворовый рестлинг).
В ноябре 2002 года Независимая федерация реслинга (НФР) провела первое шоу в Москве. Первыми двумя шоу стали «Зона физических наказаний» и «Судный день». С 2003 года в Москве и Подмосковье ежемесячно стало проходить шоу «Опасная зона». Один раз в год стали проходить шоу «Кубок президента», «Король Хардкора» и «Реслиада». НФР также даёт показательные выступления, и реслеры участвуют на различных фестивалях. 13 ноября 2006 году на шоу НФР присутствовал Шейн Макмэн, который находился в России для переговоров о возвращении WWE на российское телевидение. С 2005 по 2010 год шоу НФР транслировались на телеканалах 7ТВ и Русский экстрим.
У НФР есть своя школа, которая занимается подготовкой реслеров для участия в шоу. На февраль 2018 года НФР провела более 100 шоу.
В 2012 году НФР приняла участие в церемонии открытия фестиваля пародий «Большая разница» в Одессе, выступив в образах звёзд российского шоу-бизнеса.

### Шоу EWP в Москве
5 августа 2004 года в Московском цирке на Цветном бульваре при участии британского промушена European Wrestling Promotion (EWP) прошло шоу «Всемирные рестлинг-бои». В шоу приняли участие европейские рестлеры Даг Уильямс (позже выступавший в TNA), Эки Экштайн, Мурат Боспорус; канадец с опытом работы в WWF — Джо Легенда; и представитель НФР, Валентин «Пресс» Марудов. Ведущим шоу был Николай Фоменко.

### Шоу WWE в России
11 апреля 2012 году на МСА «Лужники» WWE впервые провело своё хаус-шоу (шоу, которое не транслируется по телевидению) Raw World Tour в России. В главном матче СМ Панк победил Дольфа Зигглера в бою за титул чемпиона WWE.
| № | Матч                                                                                      |
| - | ----------------------------------------------------------------------------------------- |
| 1 | Эпико и Примо (c) победили Кофи Кингстона и R-Truth и сохранили командное чемпионство WWE |
| 2 | Дэвид Отунга победил Алекса Райли                                                         |
| 3 | Бродус Клей победил JTG                                                                   |
| 4 | Зак Райдер победил Джека Суэггера                                                         |
| 5 | Сантино Марелла (c) победил Миза и сохранил титул чемпиона Соединённых Штатов WWE         |
| 6 | Бет Феникс (c) победила Келли Келли и сохранила титул чемпионки WWE среди Див             |
| 7 | Джон Сина победил Кейна в матче «Последний живой»                                         |
| 8 | Си Эм Панк (с) победил Дольфа Зигглера (с Вики Герреро) и сохранил титул чемпиона WWE     |

25 апреля 2013 в рамках WrestleMania Revenge Tour 2013 прошло первое шоу WWE Raw в Санкт-Петербурге в «Ледовом дворце», а на следующий день, 26 апреля, шоу вернулось в Москву на МСА «Лужники». Список матчей и результаты на обоих шоу идентичны.
| № | Матч                                                                                     |
| - | ---------------------------------------------------------------------------------------- |
| 1 | R-Truth победил Хита Слейтера                                                            |
| 2 | Кейтлин (c) победила Эй Джей Ли и Тамину Снуку и сохранила титул чемпионки WWE среди Див |
| 3 | Майкл Макгилликатти победил Брэда Мэддокса                                               |
| 4 | Дэниел Брайан победил Дольфа Зигглера по дисквалификации                                 |
| 5 | Бродус Клэй и Тенсай победили Коди Роудса и Дэмиена Сэндоу                               |
| 6 | Зак Райдер победил Антонио Сезаро                                                        |
| 7 | Джон Сина, Дэниел Брайан и Кейн победили Биг И. Лэнгстона, Дольфа Зигглера и Райбэка     |

### Northern Storm Wrestling
В 2014 году в Санкт-Петербурге был создан Northern Storm Wrestling (NSW). В 2015 году рестлеры федерации выступили на «Фестивале Comic Con» и Star Con, в 2016 году в рамках «Большого Фестиваля». Ежемесячно NSW проводит шоу Northern Storm. 20 сентября 2015 года в Ленинградском дворце молодёжи состоялось первое крупное шоу компании — «Битва на Неве», в котором принял участие бывший рестлер WWE и двукратный чемпион мира NWA в тяжёлом весе — Кольт Кабана. В сентябре 2015 года NSW стала частью альянса европейских рестлинг-промоушенов UEWA. В ноябре 2016 года рестлеры NSW приняли участие в юбилейном шоу НФР «Опасная Зона 100». NSW имеет свою школу, которая занимается подготовкой реслеров для участия в шоу.

### Нижегородский рестлинг
В 2008 году в Нижнем Новгороде было образовано Независимое Рестлинг Объединение (НРО), которое было ничем иным, как собранием единомышленников, фанатов рестлинга, которые оттачивали своё мастерство и проводили матчи на матах. 11 августа 2013 года НРО провело шоу «Второе Дыхание», своё первое и последнее шоу на ринге, в котором также приняли участие рестлеры из Независимой Федерации Рестлинга.
27 октября 2013 года в ДК ГАЗ состоялось шоу «Реслиада 2013. День второй» от Независимой Федерации Рестлинга, которое было организовано в сотрудничестве с представителями НРО. На этом шоу, кроме постоянных рестлеров ростера НФР, выступили будущие рестлеры GCW, а также японские звезды Исами Кодака и Масахиро Таканаши.
Из-за организационных проблем промоушен был закрыт в 2014 году, но уже в ноябре следующего года организация возобновила свою деятельность под эгидой Gorky City Wrestling (GCW). По состоянию на 2018 год, GCW активно функционирует, шоу проводились каждый месяц, а матчи публиковались в открытом доступе. При GCW существует школа рестлинга. С весны 2018 года шоу перестали проводиться, а в конце 2019 года было объявлено, что GCW официально закрывается.
Звание ведущего нижегородского промоушна перешло к Volga Wrestling Assembly, организованного в 2015-м году. Представители этого промоушена активно участвуют в шоу других небольших компаний в разных городах России: Санкт-Петербург, Череповец, Казань и другие.

### TITAN Wrestling
Рестлинг-промоушен из Екатеринбурга, основанный в 2018 году. С момента основания в апреле 2018 и до ребрендинга в августе 2023 назывался 404 Wrestling. Промоушен занимается организацией рестлинг-шоу в Екатеринбурге, а также близлежащих городах. Сотрудничает с НФР, NSW.
В ноябре 2024 года прошло шоу под названием «Титаны рестлинга», в главном матче которого впервые в истории российского рестлинга состоялся матч в стальной клетке. Помимо проведения собственных мероприятий, промоушен занимается подготовкой и обучением рестлингу всех желающих.

### Закрытые промоушены
Существовало тоже несколько промоушенов в Москве — Russian Professional Wrestling (RPW) (2010—2012), Russian Wrestling Federation (RWF) (2011—2013), IWA Russia (Indy Wrestling Association Russia, бывш. М.О.Р.) (2011—2013), Лига профессионального реслинга (ЛПР) (2012—2014) и в Ярославле — Российская федерация экстремальной борьбы (РФЭБ) (2004—2005). В 2020-м году окончательно закрылся промоушен из Нижнего Новгорода GCW (ранее НРО).